# 卡拉卡斯解放者西蒙·玻利瓦爾車站

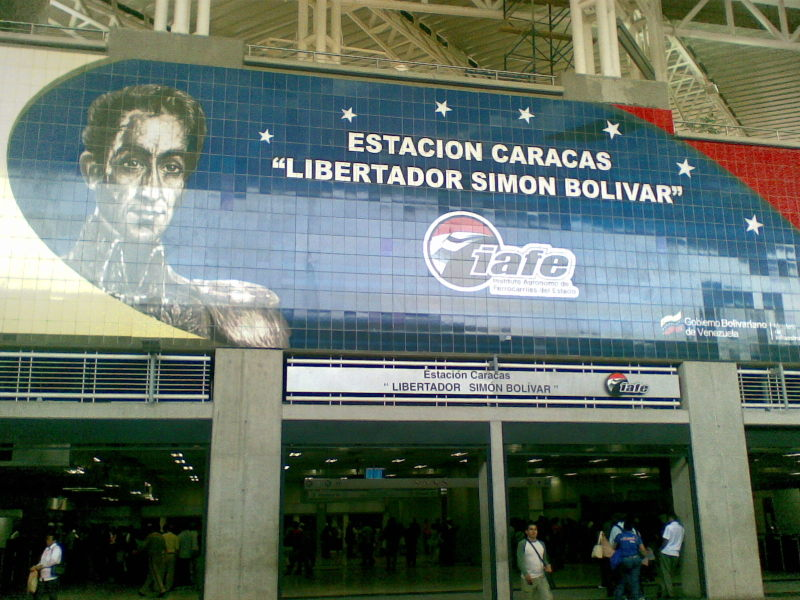
車站入口

卡拉卡斯解放者西蒙·玻利瓦爾車站（西班牙語：Estación Caracas Libertador Simón Bolívar）是委內瑞拉首都卡拉卡斯的一座鐵路車站，於2006年10月15日投入使用，以拉丁美洲民族英雄西蒙·玻利瓦爾命名。車站採西班牙式月臺布局。